# Torgil von Seth
Torgil Gabriel Alexander von Seth, född 3 oktober 1895 i Jönköpings Sofia församling, Jönköpings län, död 21 januari 1989 i Byarums församling, Jönköpings län, var en svensk greve och högerpolitiker samt den första förbundsordföranden för Ungsvenskarna (nuvarande Moderata Ungdomsförbundet) 1934-1941.

## Biografi
Han var ledamot i andra kammaren 1934-1964, där han var andre vice talman, och gjorde sig känd bland annat genom att vara en skarp kritiker till förslaget om att avskaffa fideikommiss-systemet. Han skrev 121 egna motioner i riksdagen med särskild uppmärksamhet på jordbruk, vägar och anställningsförhållanden. En motion åsyftade begränsningar av utländska studenters rätt att studera vid svenska universitet (1936).
Han var sonsons sonsons son till riksrådet Gabriel von Seth. Barnbarns barn till honom är Caroline von Seth.